# Paul Peuerl
Paul Peuerl, także Payerl, Bäuerl, Bäwerl, Peurl, Bäurl, Beurlin (ochrzczony 13 czerwca 1570 przypuszczalnie w Stuttgarcie, zm. po 1625) – niemiecki kompozytor, organista i budowniczy organów.

## Życiorys
W latach 1602–1609 działał jako organista w Horn w Dolnej Austrii. Od 1609 roku był organistą przy szkole protestanckiej w Steyr. Budował i remontował organy w kilku austriackich miejscowościach. W 1625 roku z powodu konfliktów wyznaniowych opuścił Steyr, jego dalsze losy są nieznane.
Swoją działalnością przyczynił się do rozwoju formy wczesnobarokowej suity wariacyjnej. Stworzył 4-częściową formę suity, złożonej z czterech części: paduana, intrada, dantz i galliarda. Jako pierwszy kompozytor z obszaru niemieckojęzycznego stosował według wzorców włoskich fakturę triową, konfrontującą w układzie warstwowym dwie równoległe linie melodyczne z partią generałbasu. Drukiem ukazały się w Norymberdze cztery zbiory jego kompozycji: Newe Padouan, Intrada, Däntz und Galliarda (1611), Weltspiegel, das ist: Neue teutsche Gesänger (1613), Ettliche lustige Padovanen, Intraden, Galliarden, Couranten und Däntz sampt zweyen Canzon zu 4 Stimmen (1620), Gantz neue Padouanen, Auffzüg, Balletten, Couranten, Intraden und Däntz (1625).